# Paul Gentilhomme
Ne doit pas être confondu avec Paul Louis Victor Marie Legentilhomme.
Paul Gentilhomme, né vers 1775 à Reims et mort le 26 mars 1826 à Paris, est un dramaturge français.

## Biographie
Gentilhomme a composé des poésies et quelques pièces de théâtre représentées à Paris au théâtre de la Gaîté. Il a été pendant longtemps l’un des rédacteurs du Journal de Paris. Employé pendant de très nombreuses années au ministère de la Guerre, une réforme l’a privé, à la force de l’âge, d’un poste qu’il n’avait cessé de remplir avec zèle et intelligence. Privé de presque toutes ses ressources, il ne doit peut-être la maladie à laquelle il a succombé qu’à cette perte d’emploi. Il était le père du romancier, dramaturge et librettiste français Molé-Gentilhomme.

## Œuvres
- Femme à vendre, ou le Marché écossais, folie en 1 acte, mêlée de vaudevilles, avec Belle, 1817.
- Crillon et Bussy d'Amboise, fait historique en 1 acte, mêlé de couplets, avec Gabriel-Alexandre Belle, 1818.
- Poinsinet en Espagne, folie-vaudeville en 1 acte, suivie d'une notice sur Poinsinet, avec Auguste Lefranc, 1835.
- La Luciole, avec Emmanuel Gonzalès, posthume, 1837.
- Le Chant du sacre, cantate, musique de Jean-François Le Sueur, non daté.